# Alogeni
Gli alogeni  (dal greco ἅλς (hàls) + γενος  (ghenos), generatore di sali) o elementi del gruppo 17 della tavola periodica sono: fluoro (F), cloro (Cl), bromo (Br), iodio (I) e astato (At). L'astato è un elemento radioattivo molto raro. Anche l'elemento artificiale tennesso (Ts) appartiene a questo gruppo, ma ne sono stati prodotti solo pochi atomi e le sue proprietà chimiche sono poco note. Nella nomenclatura precedente questo gruppo era denominato VIIB o VIIA a seconda di diverse convenzioni usate in Europa e negli Stati Uniti d'America. Gli alogeni reagiscono con quasi tutti gli elementi della tavola periodica, e formano composti ionici o covalenti che sono spesso usati come materiali di partenza per la sintesi di altri composti sia inorganici che organici.
| Elemento | molecola | formula di struttura | forma | distanza (X−X) (pm) (gas) | distanza (X−X) (pm) (solido) |
| -------- | -------- | -------------------- | ----- | ------------------------- | ---------------------------- |
| fluoro   | F2       |                      |       | 143                       | 149                          |
| cloro    | Cl2      |                      |       | 199                       | 198                          |
| bromo    | Br2      |                      |       | 228                       | 227                          |
| iodio    | I2       |                      |       | 266                       | 272                          |
| astato   | At2      |                      |       |                           |                              |

## Storia ed etimologia
Nel 1842 il chimico svedese barone Jöns Jakob Berzelius propose il termine "alogeni" – ἅλς (háls), "sale" o "mare", e γεν- (ghen-), da γίγνομαι (ghíghnomai), "generare" – per i quattro elementi (fluoro, cloro, bromo e iodio) che formano composti chiamati sali con i metalli. La parola "alogeno" in realtà era stata proposta per la prima volta nel 1811 da Johann Schweigger come nome per il cloro, appena scoperto. Per questo elemento, però, fu scelto il termine proposto da Davy mentre la parola sostenuta da Schweigger fu tenuta, su suggerimento di Berzelius, come nome per il gruppo di elementi che contiene il cloro.

## Fonti
Il fluoro è l'alogeno più abbondante sulla crosta terrestre, dove è il 13º elemento per abbondanza ed è presente solo come ione fluoruro. La concentrazione di fluoruro nel mare è invece solo 1,3 ppm, perché i fluoruri sono tipicamente sali insolubili. Il fluoro e i suoi composti si ottengono principalmente dal minerale fluorite CaF2. Il cloro è invece il 20º elemento per abbondanza sulla crosta terrestre, mentre è presente nel mare con una concentrazione circa 1,8%. Tramite il processo cloro-soda a partire da salamoie si producono ogni anno 40 milioni di tonnellate di cloro, e circa altrettante di soda caustica. Il bromo è il 62º elemento per abbondanza sulla crosta terrestre (≈0,4 ppm); nel mare la concentrazione è invece 65 ppm. Il bromo è ricavato da salamoie o dal mare; annualmente se ne produce una quantità che è circa un centesimo rispetto al cloro. Lo iodio è il 64º elemento per abbondanza sulla crosta terrestre, mentre nel mare la concentrazione è solo 0,06 ppm. Si ricava da salamoie o dal NaIO3 contenuto nel nitrato del Cile.

## Tossicità e ruolo biologico
Il fluoro elementare è estremamente tossico. Sotto forma di fluoruro è meno tossico, ma sempre molto velenoso. In piccole quantità il fluoruro è essenziale per l'uomo; un corpo umano ne contiene circa 3-6 g, distribuito principalmente nelle ossa e nei denti. Il fluoro viene utilizzato nei dentifrici in basse concentrazioni, poiché lo ione fluoruro tende a corrodere lo smalto dei denti trasformandolo in fluoruro di calcio insolubile, che va a depositarsi sopra lo smalto stesso rinforzandolo. Il cloro gassoso è tossico, mentre lo ione cloruro è essenziale per molte specie, compreso l'uomo. Ad esempio, gli ioni cloruro hanno un ruolo nel cervello nel mediare l'azione dei recettori GABA e sono usati nello stomaco per produrre acido cloridrico. Un corpo umano contiene circa 95 g di cloro. Il cloruro entra nella nostra dieta soprattutto come NaCl, il comune sale da cucina. Il bromo elementare è molto tossico, mentre come ione bromuro la tossicità è minore; un corpo umano ne contiene circa 260 mg. Lo ione bromuro è presente in piccole quantità in tutti gli esseri viventi; nell'uomo sembra non avere alcun ruolo biologico. Lo iodio elementare è fortemente tossico; come ione ioduro è poco pericoloso, ma in quantità eccessiva provoca ipertiroidismo. Lo iodio è un elemento essenziale per l'uomo e gli animali, ma non per le piante. Un corpo umano ne contiene circa 10-20 mg per lo più concentrati nella tiroide. In quantità eccessiva gli alogeni hanno un effetto immunosoppressore ed indeboliscono le capacità cognitive e di coordinamento delle persone. Gli alogeni sono considerati utili per ottimizzare le cosiddette proprietà ADMET (Assorbimento, Distribuzione, Metabolismo, Escrezione, Tossicità) di potenziali farmaci: migliorano l'assorbimento orale e agevolano l'attraversamento delle barriere biologiche; sono utili per il riempimento delle piccole cavità idrofobiche presenti in molte proteine bersaglio, e prolungano la durata del farmaco.

## Applicazioni
Il fluoro elementare è usato principalmente nella sintesi di UF6 per l'arricchimento dell'uranio, di SF6 come isolante in trasformatori elettrici, e di ClF3 per produrre fluorocarburi. Il cloro gassoso è usato in una miriade di applicazioni. Le principali sono: reagente nell'industria chimica, produzione di PVC, trattamento delle acque, produzione di solventi e sbiancanti. Il bromo e i suoi composti, anche organici, sono usati per molte applicazioni, tra cui coloranti, disinfettanti, prodotti farmaceutici, agrochimici e antifiamma. Lo iodio viene usato in varie applicazioni, tra cui prodotti farmaceutici, mangimi per animali, inchiostri e coloranti, catalizzatori.

## Proprietà degli elementi[6][7]

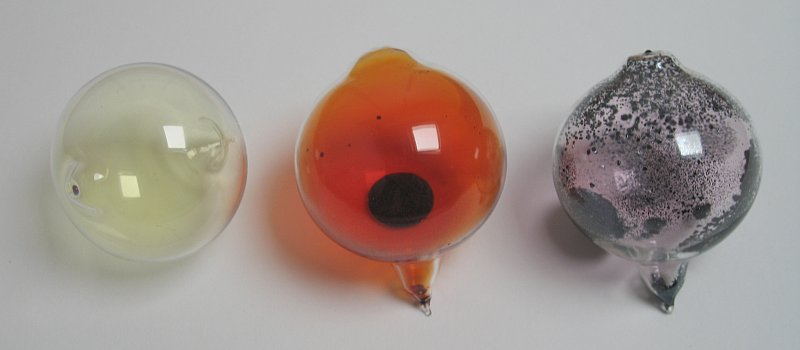
Da sinistra a destra: cloro, bromo e iodio a temperatura ambiente. Il cloro è allo stato gassoso, il bromo allo stato liquido e lo iodio allo stato solido.

Gli alogeni hanno una configurazione elettronica di tipo [Y] ns2 np5, dove Y è il gas nobile del periodo precedente, e manca un solo elettrone per completare l'ottetto. Tutti gli alogeni allo stato elementare formano molecole biatomiche volatili. A differenza di quanto si osserva nei precedenti gruppi 13-16, gli alogeni tornano a formare un gruppo sostanzialmente omogeneo, in modo simile al gruppo 1, con proprietà che variano in modo regolare e prevedibile (vedi Tabella 1). Ad esempio, le dimensioni atomiche crescono regolarmente lungo il gruppo, come pure le temperature di fusione e di ebollizione. Di conseguenza il fluoro è un gas (giallo pallido), il cloro è ancora un gas (giallo–verde), il bromo è un liquido (rosso scuro) e lo iodio è un solido (nero lucido). Gli alogeni sono gli elementi più elettronegativi dei rispettivi periodi della tavola periodica. L'elettronegatività cala regolarmente lungo il gruppo, e anche l'energia di prima ionizzazione mostra l'andamento atteso, e diminuisce al crescere del numero atomico.
| Alogeno | Peso atomico (u) | Punto di fusione (K) | Punto di fusione (°C) | Punto di ebollizione (K) | Punto di ebollizione (°C) | Densità (g/cm3a 25 °C) | Elettronegatività (Pauling) | Energia di prima ionizzazione (kJ·mol−1) | Raggio covalente (pm) | Potenziale standard di riduzione (V) |
| ------- | ---------------- | -------------------- | --------------------- | ------------------------ | ------------------------- | ---------------------- | --------------------------- | ---------------------------------------- | --------------------- | ------------------------------------ |
| Fluoro  | 18,9984032(5)    | 53,53                | −219,62               | 85,03                    | −188,12                   | 0,0017                 | 3,98                        | 1681,0                                   | 71                    | 2,866                                |
| Cloro   | [35,446; 35,457] | 171,6                | −101,5                | 239,11                   | −34,04                    | 0,0032                 | 3,16                        | 1251,2                                   | 99                    | 1,395                                |
| Bromo   | 79,904(1)        | 265,8                | −7,3                  | 332,0                    | 58,8                      | 3,1028                 | 2,96                        | 1139,9                                   | 114                   | 1,087                                |
| Iodio   | 126,90447(3)     | 386,85               | 113,7                 | 457,4                    | 184,3                     | 4,933                  | 2,66                        | 1008,4                                   | 133                   | 0,615                                |
| Astato  | [210]            | 575                  | 302                   | ? 610                    | ? 337                     | ? 6,2–6,5              | 2,2                         | ? 887,7                                  | ?                     | ≈0,3                                 |

## Reattività chimica e andamenti nel gruppo[6][7]
Gli alogeni hanno una chimica completamente non metallica. Nello stato elementare formano molecole biatomiche X2, facilmente volatili. A partire dalla configurazione elettronica ns2 np5 si possono prevedere i numeri di ossidazione –1, +1, +3, +5, +7. Il più comune e più stabile è –1, che è anche l'unico per il fluoro. Non si osservano invece cationi semplici tipo X+, mentre esistono cationi tipo Br2+, I2+, Cl3+, e molti altri cationi per lo iodio. Cloro, bromo e iodio assumono numero di ossidazione positivo combinandosi con l'ossigeno o con alogeni più leggeri.
| X  | X2  | HX  | BX3 | AlX3 | CX4 |
| -- | --- | --- | --- | ---- | --- |
| F  | 159 | 574 | 645 | 582  | 456 |
| Cl | 243 | 428 | 444 | 427  | 327 |
| Br | 193 | 363 | 368 | 360  | 272 |
| I  | 151 | 294 | 272 | 285  | 239 |

In generale tutti gli alogeni sono molto reattivi, e in quantità sufficienti possono essere letali per gli organismi biologici. La reattività degli alogeni cala lungo il gruppo. Il fluoro è l'elemento più reattivo della tavola periodica, e in condizioni opportune si combina direttamente e spesso violentemente con tutti gli elementi tranne elio, neon e argon. Attacca molti composti chimici trasformandoli in fluoruri; i composti organici spesso bruciano infiammandosi a contatto con il fluoro. Anche i metalli sono attaccati; blocchi di metalli spesso si ricoprono di una pellicola di fluoruri che arresta la reazione, ma metalli in polvere possono bruciare violentemente. La grande reattività del fluoro è in parte attribuibile alla bassa energia di dissociazione del legame F–F (159 kJ/mol), probabilmente dovuta a effetti di repulsione delle coppie di elettroni non coinvolti nel legame. Inoltre, le reazioni del fluoro con gli altri elementi sono fortemente esotermiche. Questi fattori energetici sono naturalmente collegati alle piccole dimensioni e all'elevata elettronegatività dell'atomo di fluoro. Il fluoro è l'alogeno che ha la maggior tendenza a formare lo ione X– in soluzione, come mostrato dall'andamento dei potenziali di riduzione per la reazione X2 + 2e– ⇄ 2X–. Notare che il potenziale del fluoro lo rende instabile in acqua. F2 è quindi un fortissimo ossidante, che può facilmente produrre stati di ossidazione molto elevati e anche inusuali negli elementi con i quali reagisce (ad esempio IF7, SF6, PtF6, BiF5, AgF2), aiutato dalle piccole dimensioni che permettono di raggiungere numeri di coordinazione elevati. D'altra parte l'energia di ionizzazione del fluoro è particolarmente elevata: per questo il fluoro non può formare cationi.
Gli altri elementi del gruppo sono notevolmente meno reattivi del fluoro, ma restano comunque tra gli elementi più reattivi della tavola periodica. La loro reattività cala lungo il gruppo; ad esempio il cloro non reagisce direttamente con carbonio, azoto e ossigeno, come può fare il fluoro. Scendendo lungo il gruppo cala l'energia di ionizzazione, rendendo possibili stati di ossidazione positivi sempre più stabili. Per lo iodio si formano facilmente anche cationi come I2+, I3+, I42+ e altri; cloro e bromo danno alcune specie simili, ma risultano più instabili. Gli alogeni sono tutti solubili in acqua, ma l'entità della reazione con l'acqua e i meccanismi delle reazioni variano. Il fluoro è un ossidante così forte da reagire violentemente sviluppando ossigeno:
{\displaystyle {\ce {F2(aq) + H2O(l) -> 2H+(aq) + 2F^{-}(aq) + 1/2 O2(g)}}}
Il cloro ha un potenziale di riduzione sufficiente per reagire nello stesso modo, ma questa reazione è molto lenta per motivi cinetici, e avviene invece una rapida reazione di disproporzione:
{\displaystyle {\ce {Cl2(aq) + H2O(l) <=> H+(aq) + Cl^{-}(aq) + HClO(aq)}}}
l'equilibrio è spostato a sinistra in ambiente acido e a destra in ambiente basico. Passando a bromo e iodio si hanno simili reazioni di disproporzione, ma in grado sempre più ridotto.
Gli alogeni formano tra loro moltissimi composti detti interalogeni, di formula generica XYn, dove X è più pesante di Y e n può essere 1, 3, 5 o 7. In teoria si potrebbero avere tutte le possibili combinazioni, ma per motivi sterici si formano composti con n > 1 solo tra alogeni di dimensioni abbastanza diverse, e per n = 7 esiste solo IF7. Alcuni altri composti interalogeni importanti sono ClF, ClF3, BrF, BrCl, BrF5, ICl. Sono tutti composti molecolari, diamagnetici, ossidanti, spesso instabili. La forma delle varie specie è quella prevedibile in base alla teoria VSEPR.

## Pseudoalogeni
Con il termine pseudoalogeno si indica un insieme di specie chimiche che possiedono proprietà molto simili a quelle degli alogeni. Pseudoalogeni sono ad esempio il cianogeno (CN)2 e il tiocianogeno (SCN)2.